# Sitio de Víborg
El sitio de Víborg se desarrolló durante la primavera de 1710 en el marco de la Gran Guerra del Norte e involucró a Suecia, la potencia dominante en ese entonces en Europa septentrional, y la vecina Rusia. Ocurrió porque Pedro I quería garantizar la seguridad de la cercana San Petersburgo y tras el estallido de la guerra las tropas suecas se habían hecho fuertes en la ciudad de Víborg. El sitio comenzó el 22 de marzo, con trece mil soldados rusos bajo el mando de Fiódor Apraksin. En abril, el propio zar lideró una flota de 250 barcos, armas y suministros para el asalto final. La guarnición sueca se rindió el 12 de junio y la ciudad pasó a manos rusas.

## Contexto

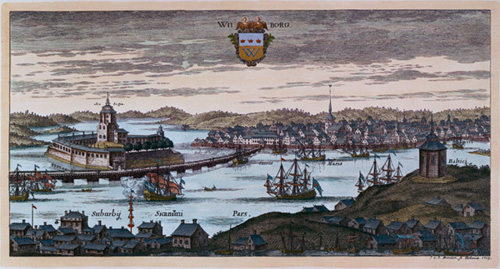
Grabado de 1709 que muestra el Castillo de Víborg a la izquierda.

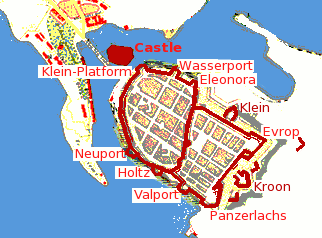
Las fortificaciones de Víborg antes del sitio.

Tras la victoria a la batalla de Poltava, el ejército ruso estaba preparado para emprender nuevas acciones al nordeste del teatro de operaciones. El 1710, emprendió una ofensiva en dos direcciones: sobre la costa del Báltico (donde, en otoño de 1710, Riga fue asediada) y sobre Finlandia, con ataques a Víborg y Kexholm. El sitio fue comandado por el almirante general Fiódor Apraksin, asistido por los generales mayores Robert Bruce y Wilhelm Bergholtz. Antes del sitio, Bruce y Bergholtz habían comandado operaciones de carácter defensivo, principalmente en San Petersburgo. Posteriormente, encabezaron la ofensiva sobre Finlandia. Fueron escogidos porque los mandos más experimentados en la guerra de asedio (incluyendo Borís Sheremétev, Jacob Bruce y Anikita Repnín) estaban concentrados en torno a Riga. Consecuentemente, se consideró que Pedro comandara en persona las operaciones a Víborg, para no tener que reasignar los generales más experimentados y arriesgarse a una derrota en Riga.
El 1709, la principal defensa de Víborg eran cinco baluartes llamados Holtz, Neuport, Klein-Platform, Wasserport y Eleonora, conectados por una muralla de piedra, en la zona este de la ciudad. La parte oeste, conectada con el sector principal, tenía tres baluartes llamados Valport, Panzerlachs, y Evrop. Al oeste de la muralla entre Panzerlachs y Evrop existían un revellínes y dos caponeras, y entre Evrop y Eleonora había otro revellín. Los revellines eran de tierra, pero las principales defensas orientales eran de piedra. La mayoría de las fortificaciones a la parte oeste eran de madera, con la excepción de la torre de guarda de piedra, llamada torre de Petersburgo.
Separada de estas fortificaciones, en la pequeña isla al noroeste de la ciudad, la isla del Castillo o isla Zámkovy (en ruso Замковый, de zámok o castillo), estaba el Castillo de Víborg que disponía de 151 bocas de artillería.
En aquel momento, las fortificaciones estaban en mal estado porque el alto mando sueco no había centrado sus esfuerzos en la zona, y los fondos asignados a su mantenimiento eran insignificantes. Además, los fuertes de Nöteborg y Nyenschantz eran considerados suficientes para la defensa de la región. El 1702, aun así, se llevaron a cabo algunas reparaciones bajo la supervisión del capitán L. Stobecks.
Según el historiador Yuri Moshnik, en 1710, la guarnición de Víborg tenía unos 6000 hombres; sus colegas B. Adamóvich y A. I. Dubravin hablan de 4000 hombres. Desde 1702, el mando de la plaza estaba en manos de Zacharias Animoff, un anciano con la salud delicada. Por este motivo, en febrero de 1710, el coronel Magnus Stiernstråle lo reemplazó oficialmente; este había encabezado de facto la mejora de las defensas de la ciudad.

### Ataques previos
Rusia ya había intentado tomarse Víborg en octubre de 1706, cuando un grupo fue enviado bajo el mando de Robert (Permanece) Bruce. El 22 de octubre, se emplazaron los morteros y se inició el bombardeo, que se alargó durante cuatro días y causó cinco incendios a las fortificaciones de Víborg. A finales del bombardeo, las fuerzas rusas se retiraron a San Petersburgo, puesto que los comandantes rusos se dieron cuenta de que no se podía completar el sitio sin apoyo naval y artillería apropiada. Además, el otoño no era una época adecuada para las operaciones de sitio. Pedro propuso volver a intentar capturar Víborg en 1708, pero fue rechazada por el alto mando debido a una ofensiva sueca.

## Ataque ruso
El plan de Pedro incluía una combinación de fuerzas terrestres y navales, y someter la fortaleza a un largo sitio. En febrero de 1710, fuerzas rusas especialistas en sitios se reunieron en la isla de Kotlin. Esta vez, el ataque se produjo en dos etapas. El 2 de marzo de 1710, el general Apraksin recibió órdenes de atacar Víborg, y planeó avanzar el 15 de marzo. Sin embargo, el 16 de marzo, seguía en Kotlin, desde donde informó a Bruce que partiría “el día siguiente”. De hecho, salió el 21 de marzo y llegó con la caballería el mismo día a Víborg; la infantería y la artillería llegaron el 22.

### Llegada de las fuerzas rusas
La infantería y la artillería ocuparon los arrabales y sus cercanías, lo que forzó a los suecos a reagruparse detrás los muros de la ciudad. Estos intentaron quemar los arrabales para evitar que cayeran en manos rusas pero fracasaron, pues tuvieron que retirarse apresuradamente.

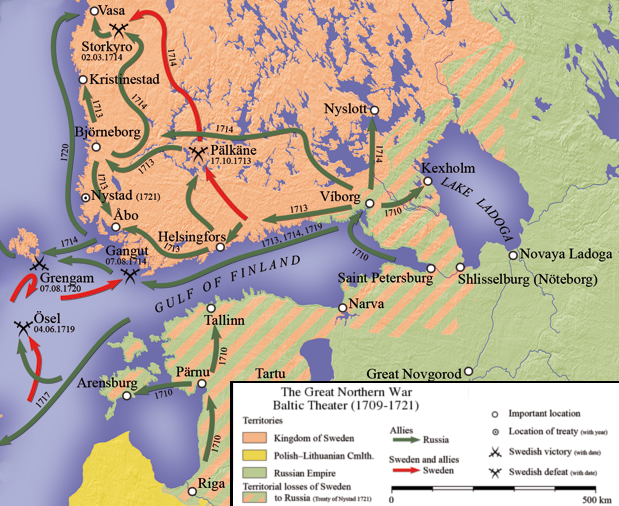
El teatro de operaciones de la Gran Guerra del Norte, 1709–1721.

Los trabajos de aproximación se hicieron bajo el fuego de la artillería sueca. Desde el 21 hasta el 29 de marzo (cuando, según Aleksandr Myshlaevski, los rusos empezaron a disparar su artillería), la artillería sueca disparó 66 bombas y 1200 balas de cañón. Los suecos realizaron una salida para frenar los trabajos de aproximación, pero fueron rechazados.

#### Número de piezas de artillería
El número de piezas de artillería implicadas en el sitio de Víborg varía en función de las fuentes. En algunas fuentes, incluyendo Diario… del emperador Pedro el Grande desde 1698 al Tratado de Nystad, Informe de la captura de Víborg, La Vida y los Asuntos del Gran Soberano y La Fortaleza de Víborg: Crónicas desde 1710 a 1872, se afirma que intervinieron diez cañones de 12 libras y 3 morteros. N. G. Ustryálov considera que había diez cañones de 12 libras y cinco morteros, M. M. Borodkin contabiliza 24 cañones y cuatro morteros, y M. V. Vasíliev 12 cañones y cuatro morteros, aunque ninguno de estos historiadores da sus fuentes. En una carta a Pedro de Fiódor Apraksin, datada el 2 de abril de 1710, dice: "el enemigo ha emplazado tres baterías contra nosotros; nos dispara de forma eficiente y precisa: han desmontado uno de nuestros cañones, otro ha estallado por el exceso de uso; quedándonos diez cañones en nuestras baterías" (esta es la única ocasión en la cual la artillería sueca destruyó elementos de la rusa). De este modo, Myshlaevski concluyó que originalmente los rusos desplazaron 12 cañones contra Víborg, pero solo debe de ellos fueron usados en el sitio, puesto que dos de ellos no funcionaban. Probablemente se empraren tres morteros, pero no hay fuentes primarias para validarlo.
En todo caso, no había suficiente artillería, puesto que no se pudo llevar más debido al hecho que era muy difícil desplazar la artillería por tierra, y el hielo impedía el transporte por mar.

### Bombardeo inicial

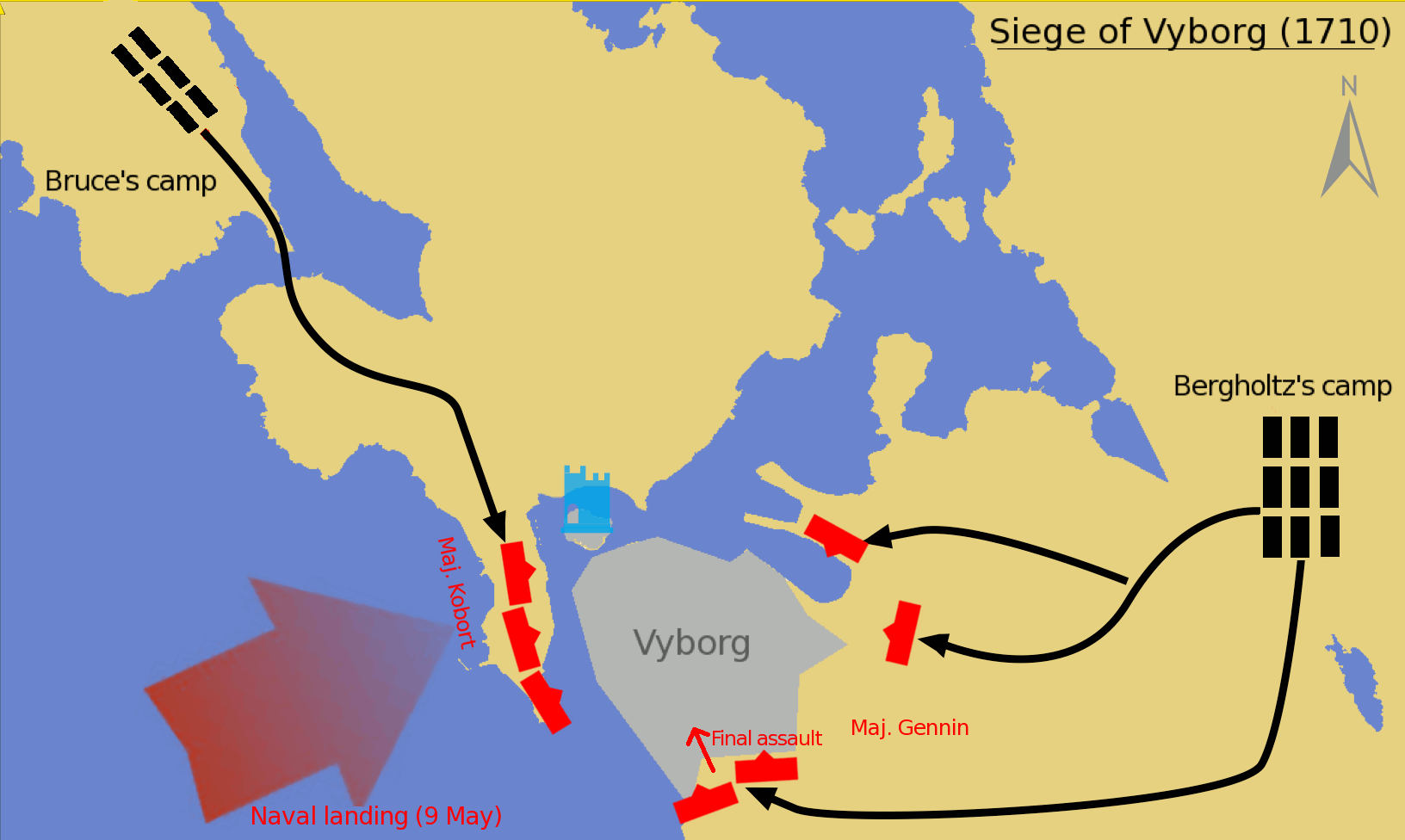
Movimientos de las tropas rusas y posiciones de las baterías.

No está claro qué día los rusos iniciaron el bombardeo. Según los informes de Apraksin a Pedro y el diario del mismo zar, la artillería rusa abrió fuego el 1 de abril. Apraksin, pero, informó al zar que él "empezó a bombardear Víborg y el castillo el 30 de marzo, y el primer día se lanzaron 130 bombas, y 90 el segundo." Además, Myshlaevski publicó la lista de cuántos sacados hicieron los morteros y cañones sobre Víborg del 21 de marzo al 9 de abril, y cuántos de ellos golpearon la ciudad en el bombardeo empezó el 29 de marzo, cuando se dispararon 150 salvas de mortero y 60 de cañón, y que durante los tres días siguientes solo dispararon los morteros que causaron cien salvas al día. En total, durante el primer periodo del sitio, los atacantes dispararon 2975 salvas de mortero y 1531 de cañón, y los suecos dispararon 399 salvas de mortero y 7464 de cañón. Las proporciones entre lss salvas de cañón y mortero indican claramente los objetivos de asediados y asaltantes; los morteros eran utilizados mayoritariamente para batir las fortificaciones, mientras que los cañones eran utilizados para hacer fuego de contrabateria y silenciar la artillería contraria. El 5 de abril, Apraksin anotó que "nuestros cañones son de poca ayuda, puesto que son bastante pequeños y ligeros" Los morteros, sin embargo, infligieron daños importantes a Víborg y el castillo, lo que forzó los ciudadanos a refugiarse en las bodegas. Sin embargo, los soldados tuvieron que permanecer en sus posiciones y sufrieron importantes bajas.
Pronto, los generales mayores Bruce y Bergholtz se dirigieron a Apraksin con una propuesta para asaltar la fortaleza, sin esperar "la apertura de una brecha ". Su razonamiento era que podían acabar perdiendo más soldados por las dolencias y heridas derivadas del sitio que en un asalto directo. Pedro se enteró por una carta de Apraksin, y afirmó que podía ser una acción “muy relevante, pero también muy peligrosa". Finalmente delegó la decisión sobre el general Apraksin el cual, para no asumir la responsabilidad de un fracaso, decidió esperar la llegada de los refuerzos un golpe el mar deshelara.
La pequeña guarnición sueca centró sus esperanzas en el apoyo de la marina sueca un golpe el hielo permitiera la navegación. Los rusos, por otro lado, sufrieron la carencia de municiones y comer, puesto que, con los caminos entre Víborg y San Petersburgo bloqueados por el deshielo, la única ruta de aprovisionamiento era la marítima. Ninguno de los dos bandos fue capaz de imponerse al otro y restaron esperando la llegada de refuerzos de las marinas respectivas. La marina que primero llegara a la zona proporcionaría una gran ventaja estratégica y táctico al bando respectivo.

### La llegada de los refuerzos

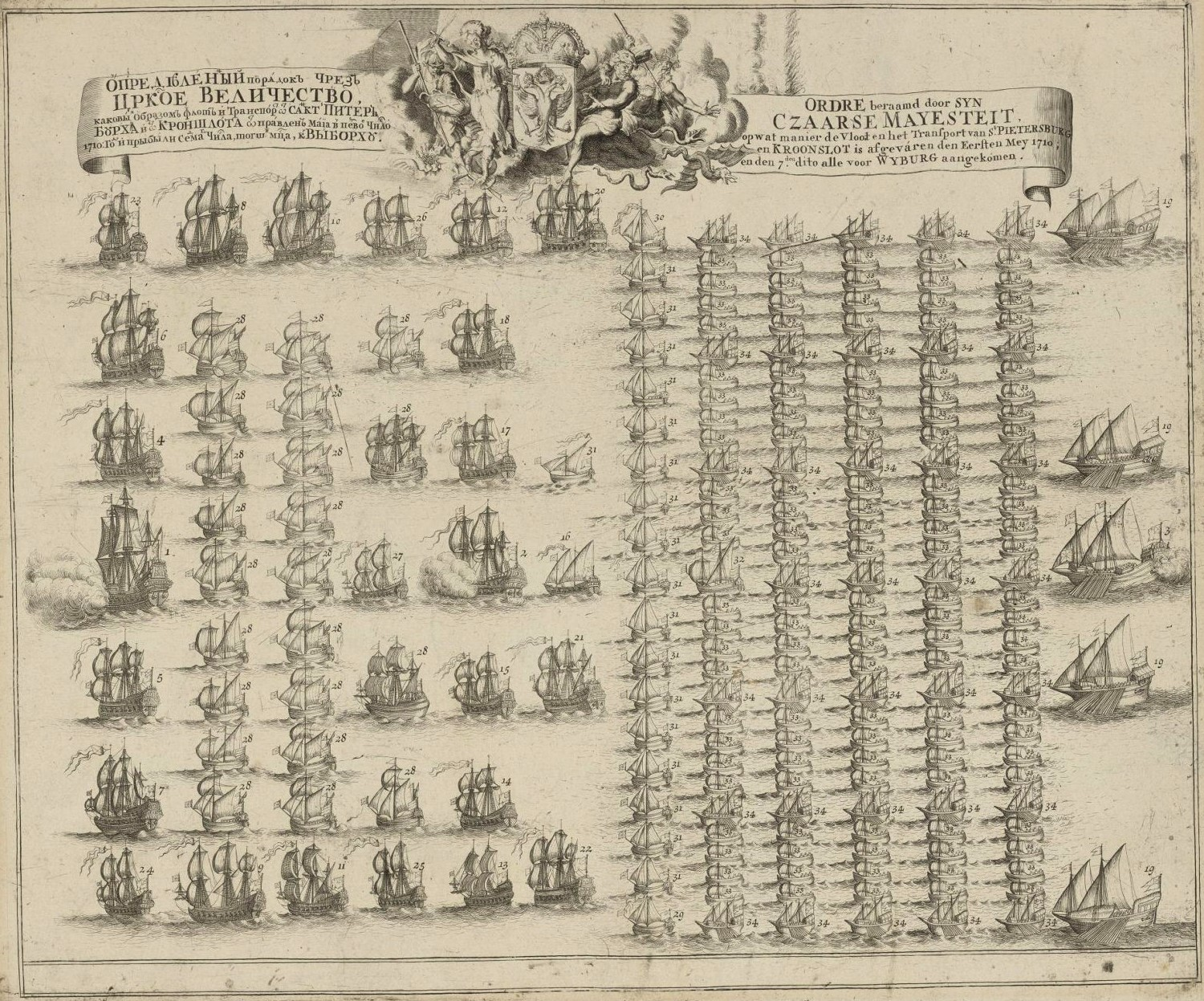
Ilustración contemporánea de la flota rusa llegando a Víborg.

Mientras tanto, en San Petersburgo, ya estaban en marcha los preparativos para un ataque anfibio. Los preparativos se realizaron en la fortaleza de San Pedro y San Pablo. El 4 de abril, Kiril Naryshkin, el primer comandante de San Petersburgo, recibió órdenes para enviar 18 cañones de veinte libras a Víborg desde Narva (a través de San Petersburgo), "por tierra o por mar, por el camino que sea lo más conveniente ", y 9000 balas de cañón. Sin embargo, Naryshkin no pudo reunir la artillería rápidamente. Solo hasta el 25 de abril envió los cañones a Kotlin, donde Solovoy los recibió.
Pedro no esperó la llegada del tren de artillería y el 30 de abril zarpó. No pudo demorar su partida debido a la escasez de municiones y provisiones que sufrían sus fuerzas a Víborg. Como el mar estaba en parte congelado, el viaje fue extremadamente duro. Cuando el hielo era particularmente grueso, la tripulación debía "transportar un pequeño cañón hasta el bauprés y dejarlo caer sobre el hielo" para romperlo. Muchos barcos de transporte se desviaron de su rumbo por el viento o el hielo y apenas pudieron ser rescatados. Cuando la flota de Pedro finalmente llegó el 9 de mayo, los rusos solo tenían provisiones para tres días. Las fuerzas rusas también fortificaron Trångsund (ruso: Vysotsk, finlandés: Uuras) para bloquear la ciudad desde el mar.
La escuadra sueca estaba formada por siete barcos de línea y tres fragatas, junto con sus naves auxiliares, bajo el mando del almirante Gustav Wattrang. Estos se retrasaron debido a los vientos desfavorables y llegaron cuando la flota rusa ya había partido hacia San Petersburgo. Al no poder acercarse a la ciudad debido a las defensas rusas, la escuadra sueca bloqueó los pocos barcos rusos destinados a Trångsund. Sin embargo, la llegada tardía de la escuadra sentenció la ciudad y su rendición solo fue cuestión de tiempo.
Al llegar a Víborg, Pedro inmediatamente inspeccionó las fortificaciones suecas y elaboró las instrucciones por los preparativos del sitio. En ellas había órdenes de construir dos baterías de cañones y tres de morteros, con un total de 60 cañones y 18 morteros para batir las defensas de Víborg. También ordenó que fueran emplazados 140 morteros ligeros para desalojar las tropas enemigas de los muros durante el asalto final, y también para realizar bombardeos nocturnos. Pedro ordenó dejar 20 cañones, diez morteros y 50 morteros ligeros en reserva, que podían ser utilizados en un bombardeo masivo de las defensas. También propuso el uso de brulotes, pero no fueran nunca utilizados.
La construcción de las baterías empezó el 17 de mayo, y algunas fueron acabadas el 24. En La fortaleza de Víborg: Crónicas desde 1710 a 1872 se menciona que durante la construcción se envió un heraldo a pedir a los rusos el paso de un correo para entregar cartas del general sueco Georg Lübecker, pero el requerimiento fue rechazado. También hay registros que muestran la llegada de una flota sueca Víborg que fue rechazada por los rusos. Otras fuentes, sin embargo, no mencionen el heraldo ni la batalla naval; Fiódor Apraksin incluso escribió al zar que él “no podía imaginar” como una flota sueca podía ser enviada a Víborg, aunque tomó precauciones. Durante este tiempo, Iván Botsis fue enviado con una flota de galeras para cerrar el acceso a la bahía, lo cual bloqueó completamente la ciudad y la fortaleza de Víborg.

### Últimas andanadas y rendición sueca
En una carta del 29 de mayo, Fiódor Apraksin escribió que habían finalizado los trabajos de construcción de las baterías bajo su responsabilidad. También, que había que seguir trabajando en las baterías bajo la responsabilidad de Bergholtz (aunque ya se habían emplazado diez morteros), debido a los "grandes pantanos y el suelo rocoso". Apraksin preguntó a Pedro si había que esperar que Bergholtz acabara la construcción de sus baterías o si tenían que asaltar la ciudad sin esperarlo; Apraksin se fue decantando por la segunda opción para no perder más tiempo ni recursos, y porque el calibre de la artillería de Bergholtz era insuficiente para dañar seriamente las defensas suecas. Como el zar consideraba que no había razones para esperar, ordenó que el bombardeo empezara inmediatamente. Pero surgió otro problema: era imposible trasladar silenciosamente la artillería por el terreno rocoso. Además, había más luz de día en esta época del año, y debido a la latitud de Víborg, el sol empezaba a ponerse hacia las 21 horas. Esto significa que el crepúsculo se alargaba casi toda la noche, y el fuego defensivo sueco se podía alargar infligiendo severas pérdidas.
Sin embargo, el segundo bombardeo empezó el 1 de junio; en aquellos momentos, Bergholtz disponía de 13 cañones adicionales a su disposición. El bombardeo se extendió hasta el 6 de junio, cuando "se abrió una gran brecha por la cual podían avanzar dos batallones para tomar la ciudad". Durante estos seis días se dispararon unas 2975 salvas de mortero y 1539 de cañón. Los suecos dispararon 7464 salvas de cañón y 394 de mortero. En ambos bombardeos se efectuaron un número similar de salvas, pero el segundo bombardeo devastador por los suecos. Esto se debió a que en el segundo bombardeo se utilizó munición de mayor calibre. La frecuencia de fuego fue también mucho más intensa: mientras que el primer bombardeo duró un mes, el segundo seis días.
El 6 de junio, fue el asalto final. Los dos días siguientes se destinaron a los preparativos y se escogieron las unidades que encabezarían el asalto. Sin embargo, el 9 de junio, los suecos enviaron otro heraldo que comunicó a los rusos que estaban listos para rendirse. El 13 de junio, la guarnición de Víborg se rindió oficialmente antes de ningún asalto directo. Se rindieron 3880 hombres, de los cuales 156 oficiales y 3274 militares de bajo rango. Los suecos perdieron unos 2500 hombres. Contrariamente a lo acordado en las capitulaciones, los rusos hicieron prisioneros todos los hombres aptos de la guarnición, mientras que 877 soldados heridos, 169 mujeres y un grupo de niños fueron transportados en Helsinki a bordo de los barcos del almirante Wattrang.[36]

## Consecuencias

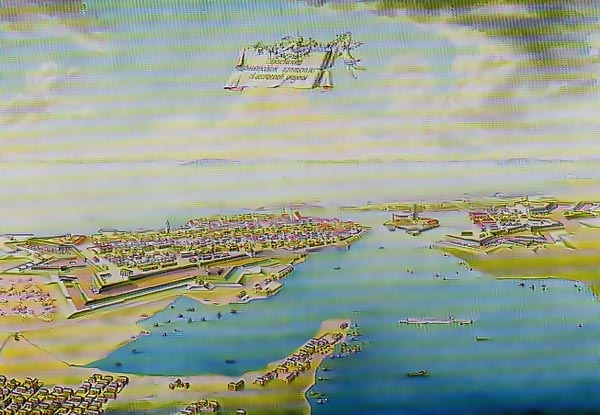
Víborg a finales del, después de ser refortificada por los rusos.

En sus cartas, donde anunciaba la toma de Víborg, Pedro escribió que desde aquel momento "se había conseguido la seguridad total de San Petersburgo". El zar dijo que Víborg tenía que ser un "colchón firme" para la nueva capital. Mediante la toma de Víborg, el Zarato ruso mejoró considerablemente su acceso al mar Báltico, desde el cual podían lanzar más ataques contra Finlandia, y una poderosa fortaleza que defendía su nueva capital, San Petersburgo. El zar ordenó la modernización de la fortaleza con la ayuda de una división especial del ejército y los campesinos locales.
El nuevo Gobernador General de Finlandia, Carl Nieroth, hizo un intento de recuperar la ciudad con 10 000 hombres y con el apoyo naval de la escuadra del almirante Olof Wernfelt, con 6 barcos de línea, 3 fragatas y 3 bergantines. La infantería ligera sueca inició las operaciones de bloqueo la primavera de 1711, y el bloqueo naval se extendió durante gran parte del verano. A su vez, los suecos fueron diezmados por una plaga que golpeó Finlandia a finales de 1710, que mató, entre otros, un millar de personas en Helsinki (la mitad de la población de la ciudad). La misma plaga afectó Karlskrona e interfirió en la preparación de la escuadra sueca de Finlandia, que solo zarpar hasta finales de junio. Esto retrasó las operaciones de los suecos, que no establecieron un sitio terrestre efectivo hasta el otoño. Carlos XII se negó a destinar más tropas y material bélico, lo que condenó el sitio al fracaso. El 2 de diciembre de 1711 las aguas y el clima adversos obligaron a las fuerzas navales a retirarse. Las tropas terrestres tuvieron que hacer lo mismo en Navidad. Nieroth murió repentinamente el 25 de enero de 1712 y fue sustituido por Georg Henrik Lybecker.

### Consecuencias estratégicas
Los suecos perdieron una importante base naval y terrestre, y sus actividades en el golfo de Finlandia se restringieron. La ocupación rusa permitió la creación de una base de suministro por las tropas y la construcción de barcos, y expandir la zona de acción de la Flota del Báltico. Víborg demostró su importancia como una base militar de 1712 a 1714 para las operaciones rusas en Finlandia. La toma de Víborg y Carelia sirvió para determinar el futuro de la Gran Guerra del Norte en cuanto que punto de salida para nuevas operaciones militares.
Durante las conversaciones de paz con los suecos “la cuestión de Víborg” fue debatida, y Pedro ordenó a su representante, Andréi Osterman, que presionara Suecia para que cediera Víborg y Riga. Después del Tratado de Nystad, Víborg fue incorporado oficialmente al Imperio ruso. Este fue el inicio de un nuevo periodo en una ciudad con una historia multicultural con marcadas influencias culturales rusas, suecas, finesas y alemanas.